# Isola dei Cavalli
L'isola dei Cavalli è un'isola del mar Tirreno situata a ridosso della costa nord-orientale della Sardegna, tra la località Porto San Paolo e l'isola Piana.

Appartiene amministrativamente al comune di Olbia e si trova all'interno dell'area naturale marina protetta Tavolara - Punta Coda Cavallo.